# Bryum altisetum
Bryum altisetum är en bladmossart som beskrevs av C. Müller 1898. Bryum altisetum ingår i släktet bryummossor, och familjen Bryaceae. Inga underarter finns listade i Catalogue of Life.